# Panchito Alba
Alfonso D. Tagle, Sr., conosciuto artisticamente come Panchito Alba o Panchito (Paco, 25 febbraio 1925 – Manila, 18 dicembre 1995), è stato un attore filippino apparso quasi esclusivamente in commedie.
È riconosciuto per il suo aspetto peculiare e un naso prominente, spesso oggetto di burle. Panchito appariva con frequenza nel ruolo di spalla comica del comico Dolphy; i due erano migliori amici nella vita reale.

## Biografia
Panchito è nato nel quartiere di Paco, a Manila. Sua madre era Etang Discher, attrice di cinema a partire dagli anni '40 del Novecento. Anche uno dei suoi fratelli, Emil, era un attore di cinema.
La carriera di Panchito nel mondo dello spettacolo cominciò nel 1942 quando unì a un gruppo per recitare in vari teatri durante l'occupazione giapponese a Manila. Nel gruppo conobbe il suo futuro compagno di lavoro Dolphy, che all'epoca aveva 14 anni.

## Filmografia

### Cinema
- Huling konsiyerto, regia di Don Alcaraz (1951)
- Inspirasiyon, regia di Armando Garces (1953)
- Reyna bandida, regia di Artemio B. Tecson (1953)
- Ukala: Ang walang suko, regia di Artemio B. Tecson (1954)
- Anak ng espada, regia di Tony Cayado (1954)
- Nagkita si Kerubin at si Tulisang Pugot, regia di Octavio Silos (1954)
- MN, regia di Mar S. Torres (1954)
- Anak sa panalangin, regia di Octavio Silos (1954)
- Menor de edad, regia di Mar S. Torres (1954)
- Aristokrata, regia di Olive La Torre (1954)
- Sa dulo ng landas, regia di Armando Garcia (1955)
- Mariposa, regia di Mar S. Torres (1955)
- Balisong, regia di Conrado Conde (1955)
- Despatsadora, regia di Tony Cayado (1955)
- Waldas, regia di Mar S. Torres (1955)
- Kontra-Bida, regia di Olive La Torre (1955)
- Lupang kayumanggi, regia di Armando Garces (1955)
- Society Girl, regia di Tony Cayado (1956)
- Tumbando caña, regia di Olive La Torre (1956)
- Pampanggenya, regia di Jose De Villa (1956)
- Boksingera, regia di Octavio Silos (1956)
- Kulang sa pito, regia di Armando Garces (1956)
- Bituing marikit, regia di Carlos Vander Tolosa (1957)
- Veronica, regia di Mar S. Torres (1957)
- Diyosa, regia di Conrado Conde 1957)
- Colegiala, regia di Tony Cayado (1957)
- Ate Barbara, regia di Octavio Silos (1957)
- Pagoda, regia di Eduardo de Castro e Wong Tien Lin (1958)
- Pulot gata, regia di Jose De Villa (1958)
- Silveria, regia di Octavio Silos (1958)
- Tawag ng tanghalan, regia di Tony Cayado (1958)
- Kalabog en Bosyo, regia di Tony Cayado (1959)
- Tatak, regia di Tony Cayado (1959)
- Pakiusap, regia di Conrado Conde e Octavio Silos (1959)
- Isinumpa, regia di Octavio Silos (1959)
- Beatnik, regia di Tony Cayado (1960)
- Love at First Sight, regia di Armando Garces (1960)
- Lawiswis kawayan, regia di Armando Garces (1960)
- Ang magkakapitbahay, regia di Tony Cayado (1960)
- Dobol trobol, regia di Jose De Villa (1960)
- 7 Amores, regia collettiva (1960) - (episodio "Moro Story")
- Serenata, regia di Tony Cayado (1961)
- Apat na yugto ng buhay, regia di Octavio Silos (1961)
- Operetang sampay-bakod, regia di Armando Garces (1961)
- Hani-hanimun, regia di Tony Cayado (1961)
- Eca Babagot, regia di Tony Cayado (1961)
- Kandidatong pulpol, regia di Tony Cayado (1961)
- Sa Linggo ang Bola, regia di Rosa Mia (1961)
- The Big Broadcast, regia di Tony Cayado (1962)
- Father en Son (1995)
- Home sic Home (1995)
- Alyas Batman en Robin (1993) - Paenguin
- Sam & Miguel (Your basura, no problema) (1993) - Tomas
- Rocky Plus V (1991)
- Ali in Wonderland (1991)
- Goosebuster (1991)
- Espadang patpat (1990)
- Samson & Goliath (1990)
- Og Must Be Crazy (1990) - Temyong
- Ganda babae, gandang lalake (1990)
- Crocodile Jones: The Son of Indiana Dundee (1990)
- Small, Medium en Large (1990) - Ma El
- Twist: Ako si ikaw, ikaw si ako (1990)
- Hotdog (1990)
- Starzan III: The Jungle Triangle (1989)
- My Darling Domestic (The Greytest Iskeyp) (1989)
- Romeo Loves Juliet... But Their Families Hate Each Other! (1989)
- Gawa na ang balang para sa akin (1989)
- SuperMouse and the Roborats (1989)
- Elvis and James, the Living Legends! (1989)
- Aso't pusa (1989)
- Starzan 2: The Adventure Continues (1989)
- Bote, dyaryo, garapa (1989)
- Long Ranger & Tonton: Shooting Stars of the West (1989) - General Alfonso Gutierrez
- Da Best in da West (1989) - Inkong Gaspar
- Balbakwa: The Invisible Man (1989)
- Bondying: The Little Big Boy (1989)
- Starzan: Shouting Star of the Jungle (1989)
- Bagwis (1989)
- Si Malakas at si Maganda (1989) - Ka Ponso
- Jack and Jill sa Amerika (1988)
- Smith & Wesson (1988)
- Sheman: Mistress of the Universe (1988) - Tio Paeng
- Enteng, the Dragon (1988)
- Bakit kinagat ni Adan ang mansanas ni Eba (1988)
- Jack and Jill (1987)
- Binibining Tsuperman (1987)
- Ano ka hilo? (1986)
- Isang platitong mani (1986) - Nanding
- No Return, No Exchange (1986)
- I won, I won (Ang s'werte nga naman) (1986) - Procapio
- The Crazy Professor (1985)
- Momooo (1985)
- Goatbuster (1985)
- Isang kumot, tatlong unan (1985) - Ponso
- Kalabog en Bosyo Strike Again (1985) - Bosyo
- Charot (1984)
- Sekreta ini (1984)
- Nang maghalo ang balat sa tinalupan (1984)
- Goodah (1984)
- Mga Alagad ng kuwadradong mesa (1983)
- My Juan en only (1982)
- Nang umibig ang gurang (1982)
- Dolphy's Angels (1980) - Lietenant Gapos
- Superhand (1980)
- Darna at Ding (1980)
- The Quick Brown Fox (1980)
- Max & Jess (1979) - Jess
- Dancing Master (1979)
- Kuwatog (1979)
- Jack N Jill of the Third Kind (1979)
- Bugoy (1979)
- Binata ang daddy ko (1977)
- Silang mga mukhang pera (1977)
- Like father, like son: Kung ano ang puno siya ang bunga (1975)
- My Funny Valentine (1974) - Joaquin
- Huli huli 'Yan (1974)
- Ang Mahiwagang daigdig ni Pedro Penduko (1973)
- Hiwaga ng Ibong Adarna, Ang (1972)
- Facifica Falayfay (1969)
- Dakilang tanga (1968)
- Good morning titser (1968)
- Kaming taga bundok (1968)
- Kaming taga ilog (1968)
- King and Queen for a Day (1963)
- Tansan vs. Tarsan (1963)
- Lab na lab kita (1962)
- Si Lucio at si Miguel (1962)
- Tansan the Mighty (1962)
- Hami-hanimun (1961)
- Kandidatong pulpol (1961)
- Operatang sampay bakod (1961)

## Spettacoli TV
- Buhay artista (1964) TV Serie